# 紙縒
紙縒（こより）は、紙を細く裂いた物を縒（）り合わせて紐とした物である。紙撚とも表記する。
特に丈夫な紙を原料にしたものは元結と称し、主に冊子の綴じ紐や髪を束ねるために使用される。また、紙縒りに糊を引き、染色あるいは箔加工したものが水引となる。
紙縒の原料となる丈長紙は、越前・美濃・阿波・丹後・伊予・土佐・日向で製紙され、2005年現在では、長野県飯田市がその特産地である。
また、ティッシュペーパーなどの薄く柔らかい紙を、先端が細くなるように捻ったものを紙縒と呼ぶこともある。